# Zerene eurydice

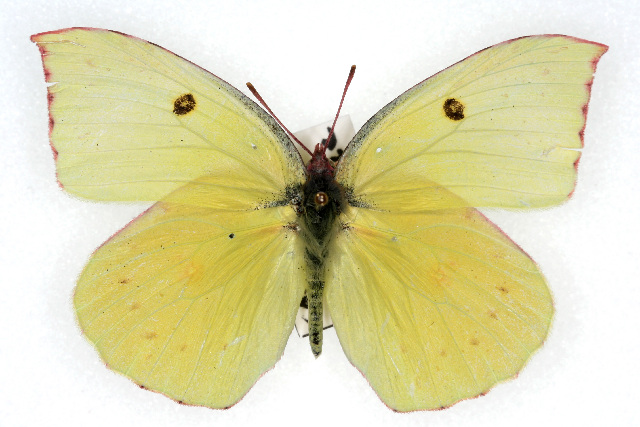
Самка

Zerene eurydice (лат.) — вид бабочек из рода Zerene, семейства Белянки (Pieridae). Размах крыльев в среднем составляет 5—6 см. Этот вид эндемичен для Калифорнии (США) и является официальным символом штата Калифорния.

## Таксономия
Вид был впервые описан в 1855 году французским энтомологом Жаном Батистом Дешоффур де Буадювалем под названием Colias eurydice Boisduval, 1855. Таксон Z. eurydice родственен желтушкам (Colias), их объединяет «характерная особенность — жёлто-оранжевая и чёрная координация крыльев». Кроме того, «самцы Colias и Zerene eurydice имеют яркие ультрафиолетовые узоры на крыльях». Существует только два вида в составе рода Zerene — Zerene eurydice («калифорнийская собачья морда», California dogface butterfly) и Zerene cesonia, также известная как «южная собачья морда» (Southern dogface). Исследование, в котором была собрана митохондриальная ДНК различных видов бабочек Colias, показало, что Z. eurydice имеет меньшую дивергенцию по сравнению с ингруппой, что подчёркивает, насколько тесно связаны эти два рода. 

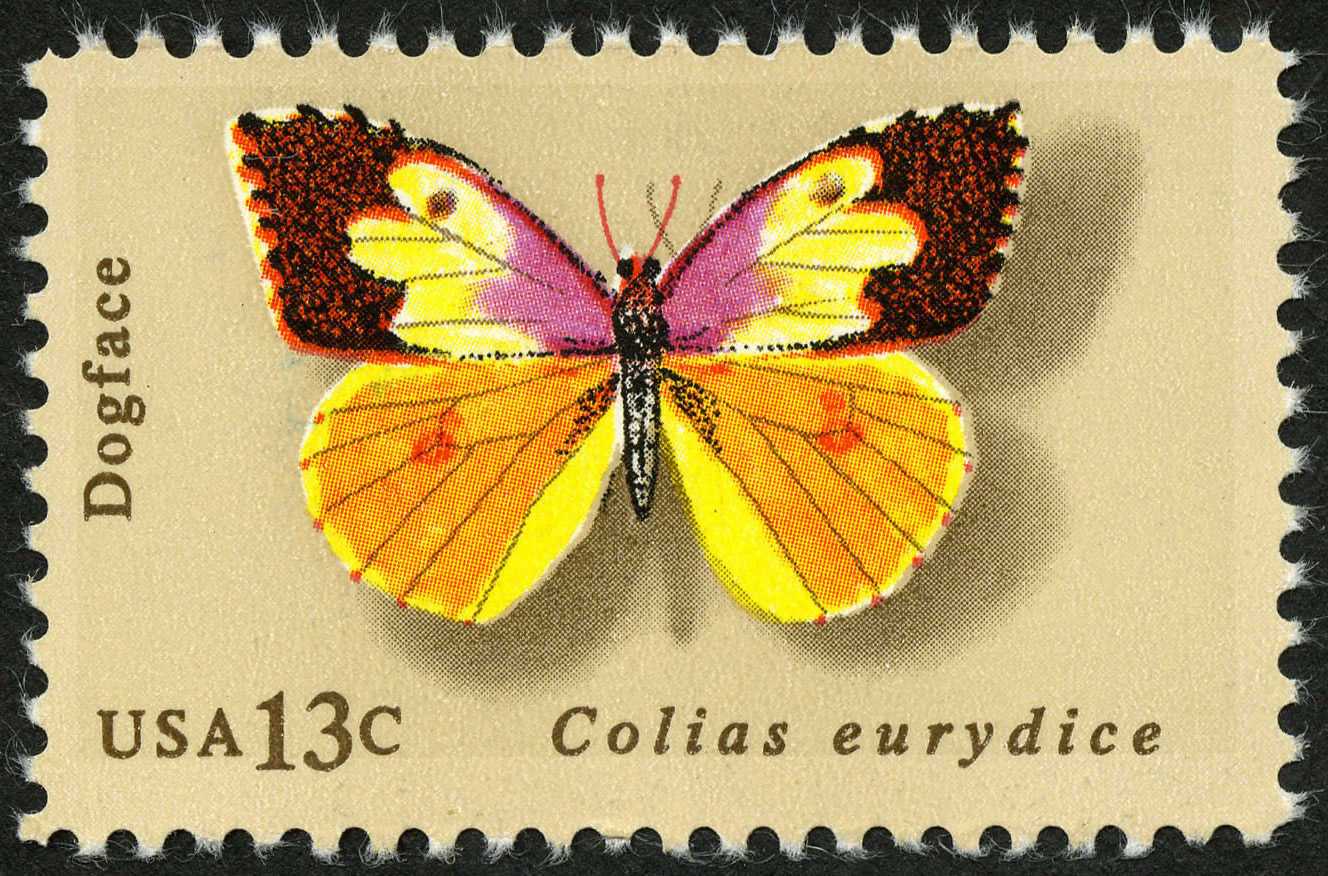
На марке

## Описание
Размах крыльев Zerene eurydice в среднем составляет 5,1—6,3 см. Крылья покрыты чешуйками, способствующими «аэродинамике полёта и теплоизоляции», а все тело содержит «волоски, воспринимающие вибрацию и прикосновения». Своё местное название «California dogface butterfly» (калифорнийская собачья морда) получила благодаря окраске крыльев бабочки, особенно у самцов. У Zerene eurydice ультрафиолетовые узоры есть только на дорсальных поверхностях передних крыльях.
У самки крылья в основном жёлтые, с двумя чёрными точками или чёрточками на каждом переднем крыле, а у самца чёрные по внешним краям передние крылья, которые обычно окружены жёлто-оранжевым цветом и двумя чёрными точками. Самцы бабочек Zerene eurydice имеют радужный пигмент на верхних поверхностях передних крыльях из-за отражающих свет хитиновых структур, что необходимо в процессе поиска партнёра и успеха в спаривании.

## Распространение и экология
Эндемик Калифорнии. Распространение Z. eurydice ограничено штатом Калифорния и он обычно встречается в горах Сан-Бернардино и Санта-Ана в Южной Калифорнии. Местом обитания Z. eurydice являются «предгорья, чапарраль, дубовые или хвойные леса». В этих регионах среда обитания умеренная и наземная.

## Биология
Гусеницы Z. eurydice питаются исключительно аморфой калифорнийской (Amorpha californica) и аморфой кустарниковой (Amorpha fruticosa), принадлежащими к семейству бобовые. Эти растения-хозяева встречаются в лесах с дубом, ивой и у берегов ручьёв. На стадии личинки и куколки Z. eurydice зеленовато-жёлтые (те же цвета, что и в семействе Fabaceae), и зависят от Amorpha californica и Amorpha fruitcosa для маскировки от хищников. Эти бабочки летают очень быстро, и к ним трудно приблизиться, если только они не собирают нектар на цветах. В результате сфотографировать их с раскрытыми крыльями — непростая задача. Такой быстрый полёт помогает Z. eurydice спасаться от хищников, таких как: муравьи, пауки, осы, праразитоидные наездники, мухи-паразиты, птицы, крысы, жабы, ящерицы, богомолы и змеи. Взрослых бабочек привлекают регионы с влажной почвой, они питаются на нескольких видах цветов. Было установлено, что они особенно любят голубую лилию, подсолнухи и цветущий чертополох.
Сезон размножения Zerene eurydice длится с ранней весны до конца лета, в среднем самки откладывают по сто яиц за сезон. Бабочки Z. eurydice обычно начинают свой полёт около 7 часов утра и летают до полудня. Он не является непрерывным, и бабочки часто устраивают ночлег в кустах. Самки обычно отправляются в полёт через час или два после самцов.

## Первое официальное насекомое штата
Вид стал первым в США насекомым и бабочкой, избранной в статусе «Насекомое штата». Эта калифорнийская бабочка с является символом штата Калифорния с 1972 года. Её эндемичный ареал ограничен толькл этим штатом. Калифорния была первым штатом, выбравшим государственное насекомое официальным символом одного из штатов США, соответственно, выбравшим бабочка, хотя большинство других штатов последовали этому примеру, а многие также имеют и насекомое штата, и бабочку штата. Потребовалось 43 года, включая усилия депутата Калифорнийской ассамблеи от Фресно Кеннета Мэдди (1934—2000), чтобы бабочка Zerene eurydice была названа официальным символом штата.

## Охранный статус
Американская организация NatureServe рассматривает вид в охранном статусе на всём протяжении ареала. Угрозы для вида Zerene eurydice включают «пожары, которое приводит к сокращению мест обитания и в конечном итоге может привести к чрезмерно интенсивным пожарам, которые могут уничтожить популяцию». Zerene eurydice также находится под локальной угрозой из-за выпаса скота. В соответствии с глобальным статусом, последний раз обновлённым в 2019 году, Zerene eurydice классифицируется как G4, что означает «очевидно безопасный». Причины, по которым Zerene eurydice классифицируется как «очевидно безопасный», заключаются в том, что «хотя этот вид является редким и локальным и подвержен некоторым угрозам, он сохраняется в относительно большом числе случаев». Однако долгосрочная тенденция сокращения численности Zerene eurydice составляет менее 30 % из-за «масштабного преобразования среды обитания, произошедшего в XX веке на Береговых хребтах Калифорнии и в Поперечном хребте» в районе Береговых хребтов.